# Лудвиг фон Майсен
Лудвиг фон Майсен (на немски: Ludwig von Meißen; * 25 февруари 1341, замък Вартбург; † 17 февруари 1382, Калбе (Заале), Саксония-Анхалт) от род Ветини, е княжески епископ на Халберщат (1357 – 1366), княжески епископ на Бамберг (1366 – 1374), архиепископ на Майнц (1373 – 1381) и архиепископ на Магдебург (1381 – 1382).

## Живот
Той е четвъртият син на маркграф Фридрих II от Майсен и съпругата му Матилда Баварска, дъщеря на император Лудвиг Баварски и Беартикс фон Швейдниц.
Лудвиг става още на 17 години епископ на Бамберг (1357 – 1366).
Той умира през февруари 1382 г. Погребан е в катедралата на Магдебург.